# 假报春
假报春（学名：Cortusa matthioli ssp. matthioli）为报春花科假报春属下的一个亚种。